# Río Téteriv
El río Téteriv (en ucraniano: Те́терів; en ruso: Тетерев) es un río de Ucrania, un afluente por la izquierda del río Dniéper que desagua en el embalse de Kiev. Su longitud es de 365 km y su cuenca hidrográfica, unos 15 100 km². Es navegable en su curso final, donde también se ha construido una central hidroeléctrica.
Sus principales afluentes son los ríos Hnylop'yat (90 km), Huyva, Zdvyzh (145 km) e Irsha (128 km). 
El río nace en la meseta de Podolia y pasa por las ciudades de Zhitómir (centro administrativo de la óblast de Zhitómir, con 277.900 hab. en 2005), Korostyshiv (26.068 hab. en 2001) y Radomyshl (15.300 hab. en 2001).